# 蒙特萊昂國家公園

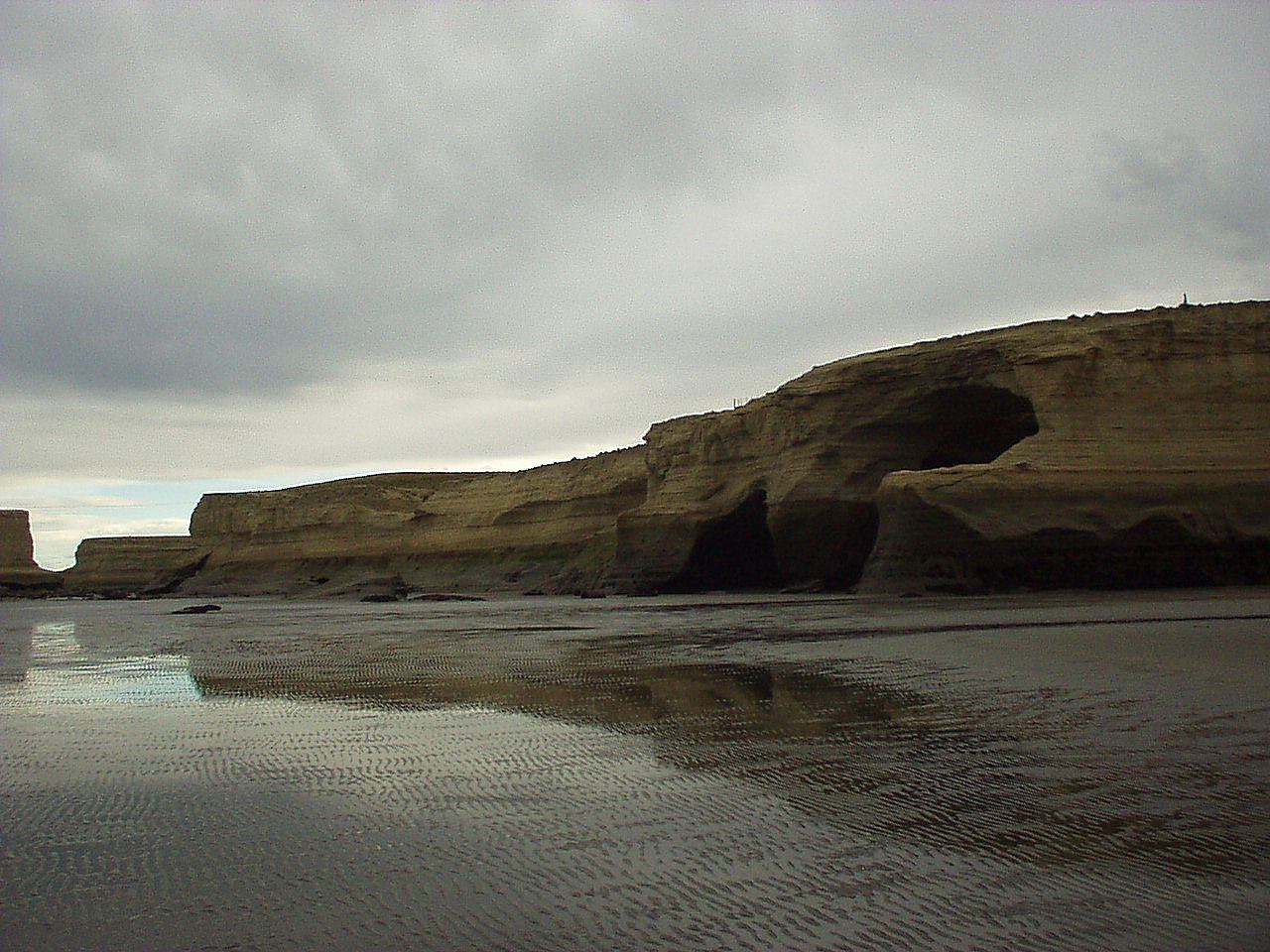

50°14′S 69°00′W / 50.233°S 69.000°W
蒙特萊昂國家公園（西班牙語：Parque Nacional Monte León；“蒙特莱昂”意为“狮子山”）是阿根廷的國家公園，位於該國南部，距離阿根廷海36公里，由聖克魯斯省負責管轄，面積617平方公里，成立於2004年10月20日。

## 外部連結
- , The Conservation Land Trust Monté Leon National Park Page